# 7130 Klepper
A 7130 Klepper (ideiglenes jelöléssel 1992 HR4) a Naprendszer kisbolygóövében található aszteroida. Freimut Börngen fedezte fel 1992. április 30-án.